# La Rivière-Drugeon
La Rivière-Drugeon é uma comuna francesa na região administrativa de Borgonha-Franco-Condado, no departamento de Doubs. Estende-se por uma área de 19,16 km². Em 2010 a comuna tinha 937 habitantes (densidade: 48,9 hab./km²).